# Ыныр-Хаята-Юряге
Ыныр-Хаята-Юряге (устар. Ыныр-Хайата-Юрэгэ, якут. Ыныр Хайата Үрэҕэ) — река в Жиганском районе Якутии, приток реки Лена. Протяжённость реки составляет 28 км. Впадает в реку Лена слева на расстоянии 696 км от её устья. Высота устья — 29 м над уровнем моря.

## Данные водного реестра
По данным государственного водного реестра России и геоинформационной системы водохозяйственного районирования территории РФ, подготовленной Федеральным агентством водных ресурсов:
- Бассейновый округ — Ленский
- Речной бассейн — Лена
- Речной подбассейн — Лена ниже впадения Вилюя до устья
- Водохозяйственный участок — Лена от впадения Вилюя до водного поста ГМС Джарджан[2].